# Abdel Wahab al-Humayqani
Abdel Wahab al-Humayqani (عبد الوهاب الحميقاني, né en 1972) est une personnalité politique yéménite. Il est secrétaire général de l'Union Al-Rachad, un parti politique salafiste créé en mars 2012. Il est également l’un des membres fondateurs d'Al Karama, une association de défense des communautés musulmanes basée en Suisse.

## Études et Formation
Al-Humayqani a fait des études de droit international et de droit islamique à l'Université de Sanaa au Yémen. Il est actuellement professeur d'université et fait partie des oulémas du Yémen. Il est également un conférencier à la mosquée Imam Chawkani à Sanaa et gère un certain nombre de projets d’aide humanitaire pour le Ministère des Affaires Sociales et du Travail du Yémen.

## Engagements politiques

### L’Union Al Rachad
Après un passage au sein du parti islamiste yéménite Al-Islah, Humayqani et certains de ses sympathisants décident en mars 2012 de créer leur propre parti salafiste, qu’ils nommeront l’Union Al Rachad. Al Humayqani en est le Secrétaire Général depuis sa création.
Al Humayqani a déclaré dans une interview la mission du nouveau parti était de « proposer un mouvement politique en ligne avec le rôle de plus en plus important de la religion dans la culture politique du Moyen-Orient à la suite du Printemps arabe. » Il a en outre déclaré que l’Union Al-Rachad rassemblerait les factions salafistes dans le pays autour d’un objectif commun : celui de porter au pouvoir « les personnes aptes à imposer la Charia par des moyens pacifiques ».
Selon les déclarations des dirigeants du parti, Al-Rachad a pour mission principale de donner une voix aux forces islamistes conservatrices du Yémen. Le parti dit aussi avoir comme priorité la défense des droits civiques et la création de nouvelles opportunités pour la jeunesse yéménite. Dans un entretien en 2012, Humayqani a souligné que l’Union Al-Rashad souhaitait mettre un terme à la violence politique dans le pays et installer une culture démocratique solide et durable au Yémen.
Interrogé sur le rôle des femmes dans la société, il a souligné que la charia était au fondement du programme du parti, et a ajouté que son mouvement était opposé à l’égalité des hommes et des femmes au sein de la société yéménite. Il a justifié cette position en faisant référence aux « différences physiologiques entre les hommes et les femmes », mais il tout de même noté que la valeur sociale des femmes et des hommes était la même.

### Conférence de Dialogue National
Al Humayqani a participé à la Conférence de Dialogue National du Yémen en mars 2013 en tant que représentant de l’Union Al-Rachad, en compagnie de 564 représentants des autres formations politiques du pays. La conférence a marqué le début de la deuxième phase de transition du pouvoir politique au Yémen qui avait été décidée dans l’accord signé à Riyad en novembre 2011 avec le président déchu Ali Abdallah Saleh. Ce processus, négocié sous l’égide du Conseil de Coopération du Golfe et soutenu par les États-Unis et l'Arabie Saoudite, avait prévu une période transitoire de deux ans et prévu la Conférence de Dialogue National comme un forum pour accompagner la mise en ouvre des accords et rédiger une nouvelle constitution pour le Yémen.
Selon le journal Al-Monitor, Al Humayqani fut «l'un des participants les plus importants, faisant preuve d’un sens du leadership intelligent et flexible. Il s’est montré conscient et ouvert aux positions opposées à la sienne, ce qui constitue une caractéristique nouvelle pour un chef de file de la mouvance salafiste au Yémen.»

## Négociations de Genève
En juin 2015, Al Humayqani a participé aux négociations de paix parrainées par l'ONU à Genève en tant que membre du gouvernement yéménite en exil.
Certains commentateurs ont suggéré que le choix d’Al Humayqani comme l'un des deux représentants yéménites à la conférence constituait un signe du soutien de l’Arabie Saoudite pour l’Union Al Rachad. En effet, ce choix aurait solidifié son rôle de rempart contre l’Organisation des Frères Musulmans, à l’instar du parti Al Nour en Égypte.
Les liens entre Al-Humayqani et l'Arabie Saoudite ont été confirmés lorsque le Département du Trésor américain l’a désigné comme partisan de la branche yéménite d'Al-Qaïda dans la Péninsule Arabique (AQPA). Le rapport du Trésor a affirmé qu’Al-Humayqani aurait « souvent voyagé à travers la péninsule arabique pour mener à bien des projets d’AQPA." En outre, selon un responsable américain interrogé par le journal Christian Science Monitor en 2014, Humayqani aurait à de nombreuses reprises transféré des fonds en provenance d'Arabie Saoudite à des organisations suspectes.
Al Humayqani entretient par ailleurs des liens étroits avec le Qatar. Il a été invité sur le plateau de la chaîne qatarie d’informations en continu Al-Jazeera plusieurs fois pour apporter une analyse des négociations de Genève. De plus, Al Humayqani a détenu par le passé la position de conseiller du gouvernement qatari sur les « Awqaf » (les dons de bienfaisance islamiques). Il a aussi été un représentant local de la branche qatarie d'Al Karama et a participé à l'ouverture d'une mosquée au Yémen dont la construction a été financée majoritairement par le gouvernement du Qatar et sous le contrôle des autorités qataries.

## Activités caritatives
Al Humayqani est un membre fondateur d'Al Karama, une ONG créée en 2004 à Genève «pour venir en aide aux hommes et femmes du monde arabe subissant un risque d'exécution extrajudiciaire, de disparition, de torture et de détention arbitraire."
Selon un communiqué publié par l'organisation le 24 avril 2011 pour condamner les tentatives d'assassinat perpétrées par les troupes de la Garde républicaine dans la province d'Al Bayda au Yémen, Al Humayqani est le porte-parole de la branche d'Al Karama au Yémen.

## Liens avec des organisations terroristes
En décembre 2013, le Département du Trésor américain a inscrit Al-Humayqani sur sa liste noire de terroristes en tant que « Specially Designated Global Terrorist ». Les autorités américaines ont fait valoir que le Secrétaire Général de l’Union Al-Rachad avait assisté Al-Qaïda dans la Péninsule Arabique à financer leurs opérations terroristes.
Selon le Département du Trésor américain, Al-Humayqani s’est servi de son rôle à «la tête d'une organisation caritative basée au Yémen » pour lever des fonds au nom de l'AQPA ainsi que pour faciliter les virements d’argent des partisans saoudiens d’AQPA vers le Yémen.
Le Trésor américain n'a pas explicitement désigné Al Karama dans ses déclarations. Cependant, de nombreux éléments laissent penser qu’Al Karama serait « l'organisation caritative » en question. Al Humayqani déclaré dans une interview accordée au journal The Christian Science Monitor qu'il avait démissionné de son rôle au sein d’une autre association caritative dans laquelle il était impliqué. Plus important encore, d’autres membres d’A l Karama ont eux aussi été désignés comme Specially Designated Global Terrorist par le Département du Trésor américain à la même occasion, dont notamment Abdul Rahman Omeir al-Naimi.
Al-Naimi est un professeur d'histoire qatari et un autre membre fondateur de l’association Al Karama, qui a démissionné en tant que président du conseil d'administration de l’organisation peu de temps après sa désignation comme Specially Designated Global Terrorist par le Département du Trésor américain. Même avant cette désignation en 2013, Al-Naimi avait été l’objet d’une interdiction d’entrer sur le territoire saoudien à cause des nombreuses accusations de liens avec le terrorisme à son encontre.
Au-delà du soutien financier, les autorités américaines ont affirmé qu’Al-Humayqani avait joué un rôle clé dans gestion de la branche yéménite d'Al-Qaïda dans la Péninsule Arabique. Selon le gouvernement américain, il était très souvent en contact avec les dirigeants d’AQPA, il a recruté de nombreux djihadistes pour l’organisation dans la ville de Sanaa, et il était responsable de la coordination des combattants d'AQPA à travers le Yémen.
En outre, il aurait "représenté AQPA lors de réunions avec les autorités yéménites pour négocier la libération des soldats yéménites détenus par AQPA." Toujours selon le Trésor américain, Al-Humayqani aurait par ailleurs orchestré une attaque menée par AQPA en mars 2012 sur une base de la Garde Républicaine yéménite dans la région d’Al Bayda au cours de laquelle sept soldats ont trouvé la mort. Le gouvernement américain a également soutenu qu’Al-Humayqani avait préparé d’autres attaques qui n’ont finalement pas eu lieu sur des bâtiments publics dans la même région.
Selon le même document, les leaders d’AQPA visaient à créer un nouveau parti politique au Yémen qui aurait été dirigé par Al-Humayqani, et qu’AQPA utilisé comme moyen de recrutement et de formation de nouveaux combattants et pour attirer un soutien plus large au sein de la population yéménite. "
En outre, les États-Unis ont accusé Al-Humayqani aurait sollicité une déclaration publique de soutien pour AQPQ de la part de la part d’un influent imam du nom d’Abd al-Majid al-Zindani. Al-Zindani avait été un conseiller religieux d'Oussama ben Laden et avait été répertorié par les États-Unis et l’Organisation des Nations Unies comme un important allié d’Al-Qaïda. Al-Zindani avait participé à l’ouverture de la mosquée financée par le gouvernement du Qatar en compagnie d’Al-Humayqani.
L’inclusion d’Al-Humayqani sur la liste des Specially Designated Global Terrorist du Département américain du Trésor a mené au gel de ses fonds sous juridiction américaine et d’un risque de sanction pour toute personne qui pourrait entretenir des liens d’affaires avec lui. La justice américaine a par ailleurs fait une demande d’extradition à son encontre.
Al-Humayqani maintient que cette désignation n’est pas justifiée. Interrogé par le journal The Washington Post, il a déclaré que ses activités de bienfaisance "bénéficient aux orphelins, aux mosquées et aux familles pauvres, pas à Al-Qaïda."